# Steinbrunn-le-Haut
Steinbrunn-le-Haut település Franciaországban, Haut-Rhin megyében. Lakosainak száma 670 fő (2022. január 1.). Steinbrunn-le-Haut Luemschwiller, Obermorschwiller, Wahlbach, Rantzwiller, Steinbrunn-le-Bas, Flaxlanden és Zillisheim községekkel határos.

## Népesség
A település népessége az elmúlt években az alábbi módon változott:
| Lakosok száma | 588  | 580  | 592  | 583  | 604  | 611  | 631  | 650  | 670  |
|               | 2013 | 2015 | 2016 | 2017 | 2018 | 2019 | 2020 | 2021 | 2022 |